# Anne Birgitte Lundholt
Anne Birgitte Lundholt, född 11 juni 1952 i Fredericia, är en dansk politiker (Konservative Folkeparti), direktör och tidigare industri- och energiminister. Hon var den första kvinnan att inneha energiministerämbetet i Danmark, samtidigt var hon den andra kvinnan att inneha industriministerämbetet. Den första var socialdemokraten Lis Groes. Hon blev utsedd till kommendör av Dannebrogsorden och till "Årets Politiker" 1990 av Landsforeningen af Erhvervsinteresser.

## Uppväxt och karriär
Anne Birgitte Lundholt växte tillsammans med sin äldre broder upp i ett borgerligt hem. Fadern, Niels Ebbe Lundholt, var ingenjör medan modern, Aase Andreasen, var kontorsassistent. Under syskonen Lundholts uppväxt var modern hemmafru, vilket hon var fram till att Anne Birgitte Lundholt blev tio år gammal. Hon läste på den matematiska linjen på gymnasiet och avlade studentexamen 1971. Hon valde sedan att studera statskunskap vid Århus universitet och tog ämbetsexamen 1977. Efter examen flyttade Lundholt till Köpenhamn för att arbeta som sekreterare för Dansk Arbejdsgiverforening (DA). 1980 blev hon kontorschef och därefter vice direktör för Textilindustrien, en branschorganisation, med ansvar för handelspolitik, export och näringspolitiska frågor. Därefter kompletterade hon sin examen i statskunskap med en HD (Handelshøjskolernes erhvervsøkonomiske diplomuddannelse) i utrikeshandel vid handelshögskolan i Köpenhamn och tog sin examen därifrån 1983. 1988 avancerade hon snabbt i karriären med att först bli administrerande direktör vid Møbelfabrikantforeningen (senare Dansk Møbelindustri) och sedan ordförande direktör 1989 samt direktör för möbelmässan på Bella Center. I och med detta blev hon den första kvinnan i Danmark som var medlem av Rotary i Köpenhamn 1991.

## Politisk karriär
Redan som fjortonåring gick Lundholt med i Konservativ Ungdom 1966, som en protest mot att Socialdemokraterne och Socialistisk Folkeparti ingick ett samarbete i Folketinget. Efter tre år blev hon förbundets ordförande fram till 1970. Under studietiden hade hon gått med i hemvärnet och var styrelseledamot för Konservative Folkeparti i Århus. Hon hade även ställt upp som kandidat till Folketinget 1975-1979, men utan att lyckas bli invald. Som politiskt engagerad tog hon tydligt avstånd från tidens rödstrumpor och positiv särbehandling av kvinnor i näringslivet.
Vad gäller det politiska engagemanget, så frånsade sig Lundholt ett erbjudande om att bli suppleant i Folketinget under 1980-talet på grund av sin karriär. Det var först 1989 hennes politiska karriär tog fart, då hennes partikollega och tillika statsministern Poul Schlüter erbjöd henne att bli regeringens industriminister efter Nils Wilhjelm. Detta trots att hon inte var folketingsledamot. Lundholt tackade ja till uppdraget och året därpå utsågs hon också bli energiminister. Hon efterträdde här Jens Bilgrav-Jensen från Radikale Venstre, vars parti drog sig ur regeringssamarbetet under 1990. Samma år blev hon också invald till Folketinget för Hernings valkrets. Som minister satte hon sig emot offentliga bidrag till och annan inblandning i näringslivet. Hon var dock tvungen att ge efter för oppositionen, som lyckades få igenom ett införande av en avgift på utsläpp av koldioxid. Lundholt avgick som minister i januari 1993 efter att den borgerliga regeringen fått misstroendevotum i Folketinget i samband med den s.k. tamilsagen. Hon fortsatte dock som folketingsledamot och innehade här många viktiga tillitsposter för sitt parti från och med 1993 och valdes till dess politiska ordförande 1995. Hon var därmed en av kandidaterna till att efterträdda Hans Engell som partiledare. Lotten föll dock på Per Stig Møller och Lundholt lämnade partipolitiken för att återgå till näringslivet. Hon blev administrerande direktör för Danske Slagterier 1997-2005 och sedan administrerande direktör för Veterinærmedicinsk Industriforening. Hon driver dessutom en egen konsultfirma och har arbetat som senior adviser för Kreab Bruxelles 2005-2007.

## Övriga förtroendeposter
- Medlem av Dommerudnævnelsesrådet (2011-)
- Medlem av Dansk Industris exekutiva grupp för fler kvinnor i ledarpositioner (2010-)
- Ordförande för Naviair (2010-2023)
- Styrelsemedlem i Posten Norden AB (2009-)
- Ordförande för Bornholms Erhvervsfond (2008-)
- Medlem av representantskapet för Danmarks Tekniske Universitet
- Ordförande för Folkeligt Oplysningsforbund, FOF, (2007-)
- Styrelsemedlem av Svaneke Bryggeri A/S (2007-)
- Medlem av IEC, IFAH Europe (2007-)
- Medlem av den borgerliga tankesmedjan CEPOS Centerråd
- Styrelsemedlem i SCF Techonologie A/S (2006-)
- Styrelsemedlem av Gladsaxe Teater
- Undervisare vid Center for Innovation, Kommunikation, Organisation og Ledelse, CIKOL
- Medlem av tankesmedjan Forum Europas näringsgrupp
- Ordförande av den danska "mirrorgruppen" inom European Technology Platform for Global Animal Health, ETPGAH
- Medlem av Kommittén för Veuve Clicquot Business Woman Award
- Styrelseordförande för Banedanmark (2006-2010)
- Styrelsemedlem i Post Danmark (2005-2009)
- Styrelsemedlem i Nordea AB (2005-2007)
- Vice president i IMS, världsorganisationen för köttindustrin och kötthandel (2004-2006)
- Styrelsemedlem i Orkla, Norge (2002-2006)
- Styrelsemedlem i Chr. Hansen Holding A/S (2002-2005)
- Styrelsemedlem i dotterbolag till Danske Slagterier, Hatting-KS & Danish Bacon&Meat Council Lmt. UK (1999-2005)
- Medlem av delegatförsamlingen i Østifterne (2005)
- Styrelsemedlem i H.J. Hansen A/S (1993-2003)
- Styrelsemedlem och vice ordförande i LEC Amba (1997-1999)
- Styrelsemedlem av Danmarks Turistråd (1993-1997)
- Ordförande för Turismens Fællesråd (1993-1997)
- Styrelsemedlem i Georg Jensen Damask A/S (1993-1997)
- Medlem av kontrollnämnden för Den nordiska investeringsbanken, NIB (1993-1997)
- Styrelsemedlem i ITH A/S (1993-1997)
- Styrelsemedlem i Danmarks Nationalbank (1993-1997)
- Censor vid Handelshøjskolerne, International Virksomhedsøkonomi (1988-2007)
- Utstationerad i EG-kommissionen (1977-1980)

## Utmärkelser
- Kommendör av Dannebrogorden,  1990[3]

[Redigera Wikidata]